# Tel Gema
Tel Gema (hebrejsky: תל גמע) je pahorek o nadmořské výšce cca - 250 metrů v severním Izraeli, v Bejtše'anském údolí.
Leží na jižním okraji zemědělsky intenzivně využívaného Bejtše'anského údolí, cca 11 kilometrů jihovýchodně od města Bejt Še'an a cca 2 kilometry jihovýchodně od vesnice Tirat Cvi. Má podobu nevýrazného odlesněného návrší, které vystupuje nad západní břeh řeky Jordán. Západně odtud se rozkládá rozsáhlý areál umělých vodních ploch, severně od pahorku protéká vádí Nachal Bezek. Na západní straně stojí archeologicky významný pahorek Tel Caf.
Archeologické výzkumy prokázaly na Tel Caf starobylou sídelní tradici z eneolitu. K objevu lokality došlo v 50. letech 20. století, důkladný průzkum proběhl v 70. letech pod vedením Rama Gofny z Telavivské univerzity. Areál má plochu okolo 20 hektarů. Našly se tu četné zbytky cihlových staveb nebo studna z 5. tisíciletí před naším letopočtem - jedna z nejstarších dochovaných na světě.